# Traci Thirteen
Traci Thirteen, anche nota come Girl 13 e Traci 13, è un personaggio immaginario ed una super eroina che compare nei fumetti pubblicati dalla DC Comics.

## Storia di pubblicazione
Traci Thirteen comparve per la prima volta in Superman n. 189 (febbraio 2003), e fu creata dallo scrittore Joe Kelly e dall'illustratore Dwayne Turner.

## Biografia del personaggio
L'ultima in una lunga linea di "Homo Magi", umani nati con innati poteri di stregoneria, a Traci fu proibito da suo padre, il Dottor Thirteen, di praticare la magia, dato che sua madre, Meihui Lan, morì a causa di influenze magiche. Traci si trasferì nella Suicide Slum di Metropolis, determinata a vivere per conto proprio (con la sua iguana domestica Leeroy). Qui cominciò ad attingere alla "magia urbana" di Metropolis, e assunse il nome di Girl 13, diventando una specie di eroina. Incontrò Superboy, che fu attratto da lei, ma il sentimento non era ricambiato. Utilizzò la sua magia per difendere Superman, allora ferito, da una ninja donna fantasma, insieme alle sue compagne, "Le Supergirls", Natasha Irons e Cir-El, con cui fece amicizia. L'attacco magico dello Spettro, durante la miniserie Il Giorno della Vendetta, non sembrò avere effetti sui suoi poteri.

### Il Giorno della Vendetta
Nel fumetto auto-conclusivo Day of Vengeance: Infinite Crisis Special Traci si unì ad un grande gruppo di eroi mistici, che incluse Dottor Occult, lo Straniero Fantasma e Rex, il Cane Meraviglia per ripulire il disastro di uno dei tanti scoppi di rabbia dello Spettro. La Roccia dell'Eternità esplose sopra Gotham City, rilasciando numerosi orrori mistici. Il gruppo ricostruì la Roccia in fretta, intrappolandovi di nuovo i demoni.

### Un Anno Dopo
Al momento risiedeva con suo padre in Doomsbury Mansion, l'antica casa della sua famiglia, annoiata dal suo scetticismo e prospettive noiose. Blue Beetle n. 16 affermò che Traci fu cresciuta e addestrata da Ralph Dibny e da sua moglie Sue poco dopo la morte di sua madre. Membro dei Croatoani, organizzazione di detective del paranormale mostrata in 52, viaggiò per il mondo, a volte con suo padre, e a volte da sola, combattendo minacce paranormali con le sue crescenti abilità magiche. Di recente iniziò una relazione romantica con Jaime Reyes, il Blue Beetle corrente. Dato che Jaime divenne un membro a tempo pieno dei Teen Titans, il risultato fu che anche lei cominciò a interagire con i suoi colleghi eroi, come durante un'avventura natalizia. Per un certo periodo, Red Devil sembrò essere infastidito dalla presenza di Traci in quanto distraeva il suo amico Blue Beetle. Tuttavia, dopo che lei gli comprò una serie di molto desiderati videogiochi, fu accettata presto da Eddie. Comparve anche sulla copertina di Teen Titans n. 66, nelle vesti di un potenziale nuovo membro. Tuttavia, Traci optò per la non-adesione alla squadra, sentendo che sarebbe stato troppo strano essere nella stessa squadra del suo ragazzo, nonostante quanto sarebbe stato divertente fare caos nella testa di Jaime. Però, rimase un'alleata dei Titans, aiutandoli in caso di necessità, specialmente durante una rivolta dei prigionieri causata da Shimmer e Jinx, usando la sua magia per disabilitare la connessione di Jinx con la Terra, disfacendo però così anche il suo incantesimo di barriera.
Cominciando nel maggio 2010, Traci cominciò a comparire come co-protagonista nel fumetto di rinforzo di Teen Titans al fianco di Black Alice e Zachary Zatara. La loro presenza nel fumetto terminò quando, nel settembre 2010, Teen Titans riprese il vecchio formato standard da 22 pagine.

### Post-Flashpoint
Traci fu di nuovo una giovane super eroina e una barista dell'Oblivion Bar. Ebbe una relazione con Natasha Irons, ma alla fine si lasciarono.

## Poteri e abilità
Traci Thirteen possiede la "magia urbana" e può attingere alla magia delle città per effettuare incantesimi, teletrasportarsi, lanciare colpi di energia magica, creare campi di forza mistici, e può anche trasformare la sua iguana domestica in un drago. Durante il suo periodo nella serie Blue Beetle, essendo un membro pieno della razza degli Homo Magi, mostrò una maggiore competenza in ogni tipo di magia, essendo abile nel teletrasporto, nell'evocare oggetti semplici e abiti, usare la sua proiezione astrale per comunicare con persone distanti e accedere a incantesimi magici non correlati all'ambito urbano.

## Altre versioni

### 52
Un personaggio di nome Terri Thirteen comparve per un momento nella serie 52 come membro della Croatoan Society. Si credette che questo personaggio fosse effettivamente Traci, ma scrissero il nome Terri a causa di supervisione editoriale.

### Flashpoint
Traci comparve nell'evento crossover del 2011 Flashpoint, come rivelato sul blog DC. In questa realtà, Traci salvò suo padre da Parigi prima che fosse distrutta dagli Atlantidei, anche se si sentì in colpa in quanto non fu in grado di salvare anche sua madre e i suoi fratelli. Scoprì che suo padre e i super eroi di tutto il mondo si stavano preparando alla contromisura drastica per fermare sia gli Atlantidei che le Amazzoni. Traci ricordò sempre dettagli di come la realtà sarebbe dovuta essere, e si incontrò
con Madame Xanadu per un consiglio. Quando cercò di fermare gli eroi dal lanciare le armi nucleari, suo padre la drogò e procedette a iniziare il conto alla rovescia. Traci si teletrasportò per cercare aiuto, ma senza riuscirvi, e ritornò per affrontare suo padre. Il Dottor Thirteen la attaccò con la magia, apparentemente dopo aver imparato l'arte della magia nera. Fallendo nello sconfiggere il proprio padre, Traci si teletrasportò in Europa occidentale per sacrificarsi. Il Dottor Thirteen giunse e finalmente riaccettò sua figlia. Quando Traci fu uccisa da una lancia gettata dalle Amazzoni, suo padre si diede alla furia omicida. Traci fu riportata in vita dalla sua connessione spirituale con la Terra e riuscì a fermare suo padre mostrandogli la coscienza planetaria. Quando le armi nucleari stavano per essere attivate, il Dottor Thirteen utilizzò la sua magia per distruggerle. Traci salvò suo padre e si teletrasportarono sulla Terra. Si scoprì che entrambi diedero fondo a tutta la propria magia.

## In altri media

### Televisione
- Traci Thirteen comparve nella terza stagione della serie animata Young Justice, sottotitolata Outsiders[11], doppiata in originale dall'attrice Lauren Tom. Qui, ci si riferì a lei con il nome di Traci Thurston. Anche qui ebbe una relazione con Jaime Reyes, proprio come la sua controparte post-Crisi dei fumetti.
- Nell'ottobre 2017, fu annunciato che la The CW stava sviluppando una serie da un'ora basato su Traci Thirteen e su suo padre, intitolata Progetto 13, con Elizabeth Banks come produttore esecutivo[12]. Tuttavia, il progetto non vide mai la luce.

### Film
Traci comparve nel film animato Teen Titans: The Judas Contract, doppiata in originale dall'attrice Masasa Moyo. Qui lavorava in una mensa per i poveri in cui Jaime Reyes faceva volontariato e dove il ragazzo si innamorò di lei. Traci indossava una maglietta con un grande numero "13".